# Нуречи
Нурѐчи (на италиански и на сардински: Nureci) е село и община в Южна Италия, провинция Ористано, автономен регион и остров Сардиния. Разположено е на 335 m надморска височина. Населението на общината е 354 души (към 2010 г.).